# Astra mod.300
Pour les articles homonymes, voir Astra.
En 1922, la fabrique d'armes Esperanza y Unceta mit sur le marché son Astra mod.300. Cette version de police de l'Astra mod.400 sera produite pour des munitions de  plus faible puissance : le 9mm court  et le 7,65 Browning.
Elle sera adoptée par la police et l'administration pénitentiaire espagnoles. Durant la seconde guerre mondiale, il sera livré en grand nombre à l'Allemagne. En 1945, il sera remplacé par le mod.3000.
Le Mod.4000 lui succède pour devenir l'Astra Falcon (Faucon).

## Production et diffusion hors d'Espagne
Le modèle 300 sera le pistolet le plus emblématique de la firme, il fut produit à 171 300 exemplaires. 63 000 pièces en calibre 9mm et 22 390 en calibre 7,65mm furent livrées à l'Allemagne Nazi ; ils furent utilisés par la Wehrmacht et la Luftwaffe.